# Britisch-haitianische Beziehungen
Die Beziehungen zwischen Haiti und dem Vereinigten Königreich beschreiben das bilaterale Verhältnis zwischen der Republik Haiti einerseits und dem Vereinigten Königreich Großbritannien und Nordirland andererseits.  
Großbritannien war nach Frankreich das zweite Land, das 1859 diplomatische Beziehungen mit Haiti aufnahm.  

## Geschichte

### Koloniale Zeit
Die Nachbarschaft der britischen Kolonie Jamaika und der französischen Kolonie Saint-Domingue führte dazu, dass europäische Konflikte auch in der Karibik ausgetragen wurden. Am 22. März 1748 kam es bei Saint-Louis-de-Sud zu einem Gefecht, das als „Schlacht von Saint-Louis-de-Sud“ Bekanntheit erlangte. Britische und französische Einheiten kämpften im Rahmen des Österreichischen Erbfolgekriegs und es gelang den Briten, die Franzosen aus ihrem Fort zu vertreiben.
Briten siedelten in der Gegend des heutigen Les Anglais im äußersten Südwesten von Saint-Domingue im Jahr 1774.
Nach dem Ausbruch von Aufständen in der Kolonie Saint-Domingue im Jahr 1791 und der französischen Kriegserklärung an Großbritannien im Jahr 1793 vereinbarten die mit dem Gouverneur Léger-Félicité Sonthonax unzufriedenen weißen Großgrundbesitzer mit Großbritannien, die britische Souveränität über die Kolonie zu erklären. Sie glaubten, dass die Briten die Sklaverei aufrechterhalten würden.
Der britische Premierminister William Pitt der Jüngere befürchtete, dass ein Erfolg des Sklavenaufstands in Saint-Domingue Aufstände auch in den britischen Kolonien in der Karibik anregen würde. Er glaubte außerdem, dass die Einnahme von Saint-Domingue, der reichsten der französischen Kolonien, ein nützliches Druckmittel bei eventuellen Friedensverhandlungen mit Frankreich sein könnte. Bis dahin würde die Besetzung von Saint-Domingue bedeuten, dass der große Reichtum des Landes in die britische Staatskasse fließen würde.
Henry Dundas, 1. Viscount Melville, Pitts Kriegsminister, wies Sir Adam Williamson, den Gouverneur der britischen Kolonie Jamaika, an, ein Abkommen mit Vertretern der französischen Kolonisten zu unterzeichnen, in dem die Wiedereinführung des Ancien Régime, der Sklaverei und der Diskriminierung gemischtrassiger Kolonisten zugesagt wurde. Dies zog die Kritik der britischen Abolitionisten William Wilberforce und Thomas Clarkson auf sich.
Im Jahr 1793 versuchte Großbritannien Saint-Domingue zu erobern. Der Versuch endete mit einem kostspieligen und demütigenden Misserfolg. Indem er die britischen Truppen 1798 zum Rückzug zwang, zeigte der haitianische General Toussaint Louverture den britischen Kommandeuren, was für entschlossene militärische Gegner versklavte Menschen sein können, die für ihre Freiheit kämpfen. Von den mehr als 20 000 britischen Soldaten, die während der fünfjährigen Kämpfe nach Saint-Domingue geschickt wurden, starben über 60 Prozent während des Konflikts. Einige der überlebenden Offiziere kehrten als Abolitionisten in die Heimat zurück.
Die Briten verhängten nun eine Seeblockade, durch die Nachschub für die verbliebenen französischen Streitkräfte in der Kolonie praktisch unmöglich wurde. 

### 19. Jahrhundert
Nach der Ermordung des ersten Staatsoberhaupts des 1804 unabhängig gewordenen Haiti, Jean-Jacques Dessalines, kam es im Land zu einem Bürgerkrieg. Sowohl Alexandre Pétion als Präsident als auch Henri Christophe, der sich 1811 zum König von Nord-Haiti machte, unterbreiteten der britischen Regierung jeweils eigene Vorschläge für Verträge, um diplomatische Anerkennung zu erlangen und die wirtschaftlichen Beziehungen zu erleichtern.
Über den englischen Abolitionisten Thomas Clarkson gelang es Christophe, mit Großbritannien zu vereinbaren, dass Haiti in dessen karibischen Kolonien nicht für die Sache der Unabhängigkeit werben würde. Im Gegenzug übernahm es die Royal Navy, Haiti vor drohenden französischen Vorstößen zu warnen.
Obwohl die britische Regierung auf dem Wiener Kongress 1815 zustimmte, Frankreichs Maßnahmen zur Rückeroberung von Saint-Domingue und zur Unterwerfung der Einwohner der früheren Kolonie nicht zu verhindern, gewährte  Henri Christophe britischen Kaufleuten niedrigere Einfuhrzölle.
Im Jahr 1816 kam es zu einer ersten größeren Migration von Sklaven aus der britischen Kolonie Jamaika nach Haiti, wo sie freundlich aufgenommen wurden und ihre Freiheit erlangten.
Am 23. Dezember 1839 schlossen Haiti und das Vereinigte Königreich ein Abkommen zur wirksameren Unterdrückung des Sklavenhandels (Convention between Great Britain and Haiti, for the more effectual Suppression of the Slave Trade).
Während die meisten unabhängigen europäischen Staaten und die Vereinigten Staaten den Handel mit Haiti untersagten, unterhielt Großbritannien während des gesamten frühen 19. Jahrhunderts normale Handelsbeziehungen mit Haiti.
Von den Stützpunkten der Royal Navy in Jamaika unternahm die britische Marine in den 1860er Jahren in den Wirren dortiger innerer Konflikte und ausländischer Interventionen Vorstöße gegen Haiti. In den Jahren 1886 und 1887 entsandte Großbritannien ein Kriegsschiff (HMS Canada) mit einem Abgesandten nach Haiti, der die Freilassung inhaftierter britischer Mitarbeiter der Nationalbank von Haiti erwirkte und die Rechte des britischen Pächters der Île de la Tortue durchsetzte.
Die haitianischen Präsidenten Charles Rivière-Hérard (im Amt 1843/1844), Philippe Guerrier (im Amt 1844/1845), Fabre Geffrard (im Amt 1859 bis 1867), Michel Domingue (im Amt 1874 bis 1876), Pierre Théoma Boisrond-Canal (im Amt 1876 bis 1879), Pierre Nord Alexis (im Amt 1896 bis 1908) gingen nach Vertreibung aus ihrem Amt ins Exil in das britische Jamaika.

### 20. Jahrhundert
Haiti wurde von 1915 bis 1934 von den Vereinigten Staaten besetzt. Nach Jahren innerer Unruhen folgte von 1957 bis 1988 die Diktatur der Duvaliers und ab 1990 die Herrschaft von Jean-Bertrand Aristide. Auf bilateraler Ebene reagierte Großbritannien durch Abzug seines Botschafters im Jahr 1966 aus Haiti und Nebenakkreditierung seines Hochkommissars in Jamaika. Im übrigen schloss es sich internationaler Kritik an Menschenrechtsverletzungen an, ohne selbst besondere Initiativen zu ergreifen. Als ständiges Mitglied des Sicherheitsrats der Vereinten Nationen unterstützte das Vereinigte Königreich alle Stabilisierungsmissionen der UN, die seit 1993 durchgeführt wurden.
In den Ersten Weitkrieg trat Haiti an der Seite der Vereinigten Staaten, jedoch erst kurz vor Kriegsende, ein. Zu militärischen Handlungen auf der Seite der Entente kam es nicht. Im Zweiten Weltkrieg erklärte Haiti dem Deutschen Reich im Dezember 1941 den Krieg. Dies ermöglichte es der Royal Navy, auch in haitianischen Hoheitsgewässern gegen den U-Bootkrieg der Kriegsmarine vorzugehen, den diese bewusst auch in die Karibik trug.
In der zweiten Hälfte des 20. Jahrhunderts war es vorrangiges Ziel der britischen Außenpolitik, die Unabhängigkeitsbestrebungen in den Ländern des britischen Weltreichs zu kontrollieren. Premierminister Harold MacMillan leitete 1960 mit seiner Wind of change-Rede in Südafrika den gewaltigen Umbruch in der Geschichte des Vereinigten Königreichs ein. Durch einen intensiven Dialog, in dem Haitianer die Erfahrungen als erste unabhängige schwarze Republik überhaupt eingebracht hatte und die von den britischen Gesprächspartnern ernst genommen und geschätzt wurden, beeinflussten Briten und Haitianer bereits sehr früh die Anschauung der jeweils anderen Seite und trugen damit zur Veränderung der politischen und kulturellen Landschaft bei.

Am 18. März 1985 wurde in Port-au-Prince ein Investitionsschutzabkommen (Agreement for the promotion and protection of investments) zwischen Großbritannien und Haiti unterzeichnet.

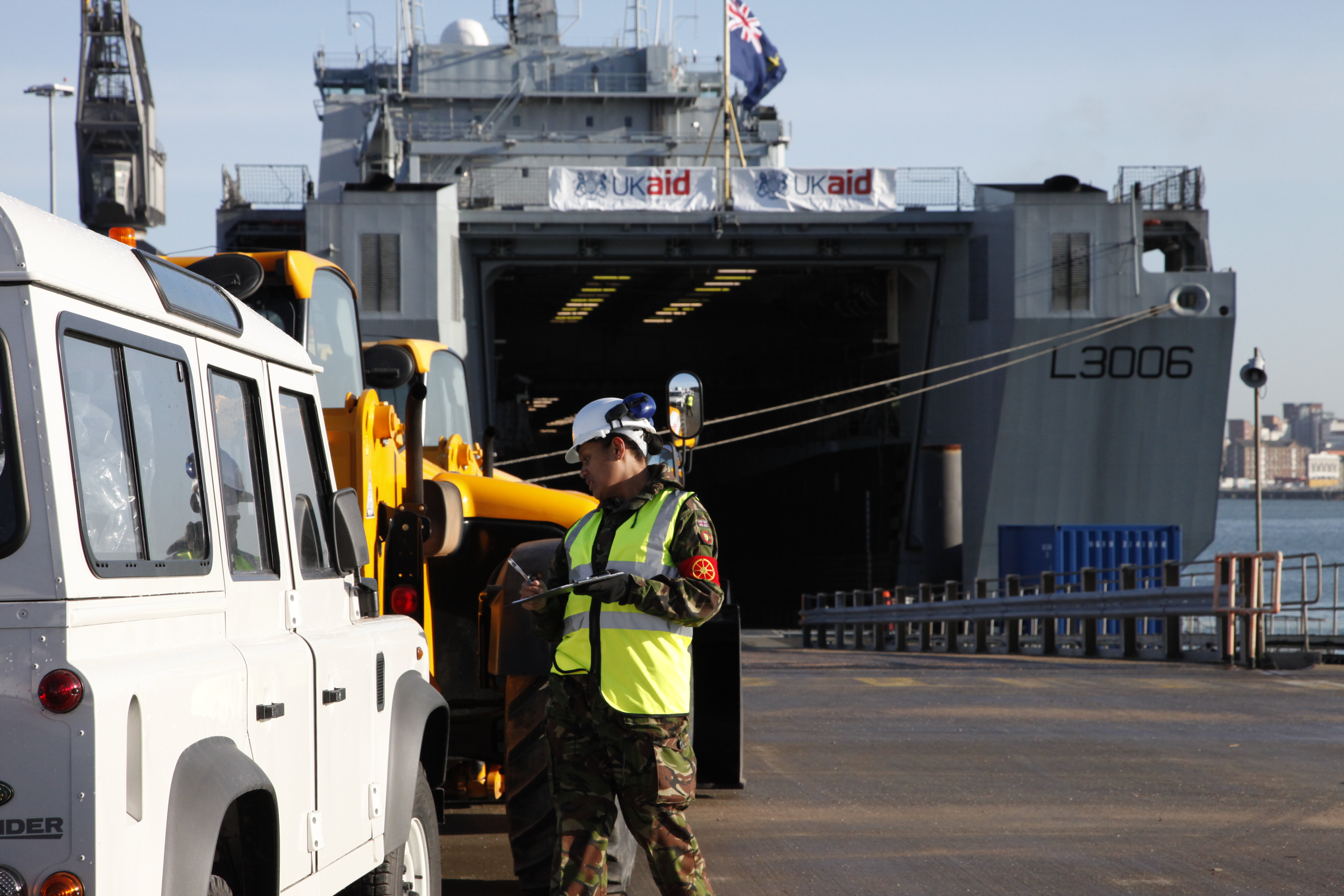
Ein Landungsschiff der Royal Navy wird mit Hilfslieferungen für die Erdbebenopfer in Haiti beladen (2010)

### 21. Jahrhundert

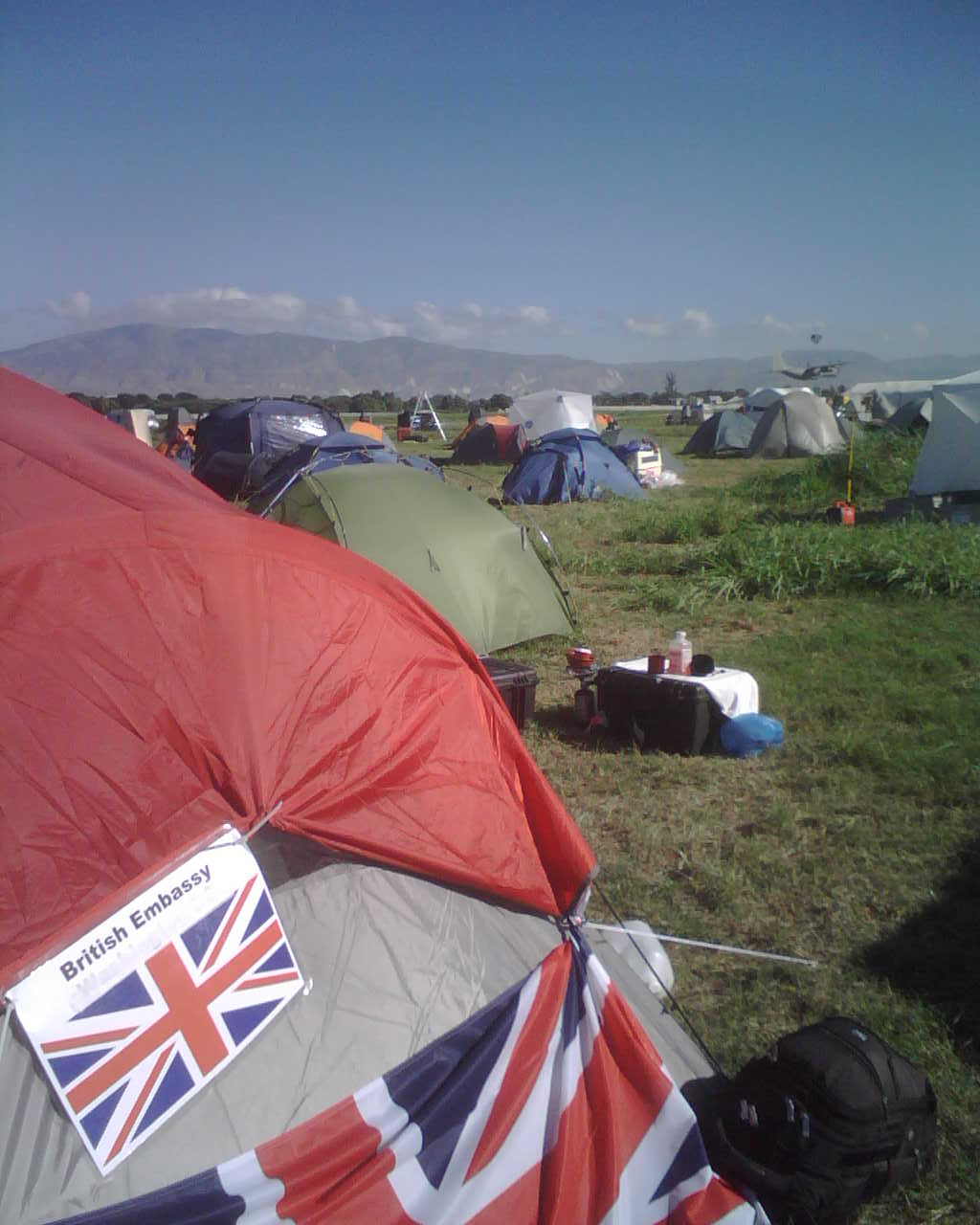
Zeltlager des britischen Außenministe-riums am Flughafen von Port-au-Prince in den Tagen nach dem Erdbeben 2010

Nach dem verheerenden Erdbeben in Haiti 2010 legte Großbritannien ein mit 20 Mio. Pfund ausgestattetes Soforthilfeprogramm für die Opfer auf. Mit der britischen Hilfe wurden mehr als 350.000 Menschen mit Nahrungsmitteln, sauberem Wasser, Unterkünften und Medikamenten versorgt.
Das Vereinigte Königreich unterstützte im Jahr 2015 im UN-Sicherheitsrat den Abbau der Stabilisierungsmission MINUSTAH und den Übergang der Präsenz der Vereinten Nationen zu einer Mission der Vereinten Nationen zur Unterstützung der Justiz in Haiti (MINUJUSTH). Großbritannien hatte weder mit Angehörigen der Streitkräfte noch mit Polizisten oder zivilem Personal zu der von 2004 bis 2017 bestehenden MINUSTAH beigetragen.
Die britische Regierung unterstützte die Initiative der Karibischen Gemeinschaft, eine mulltinationale Mission zur Unterstützung der Sicherheitsstrukturen in Haiti aufzustellen und unter Führung von Kenia nach Haiti zu entsenden.
Angesichts der Bandenkriminalität und der Unsicherheiten der Krise in Haiti seit 2018 sprach das britische Außenministerium im Jahr 2024 eine allgemeine Reisewarnung für Hait aus und riet von jedweden Reisen in das Land ab.
In einer gemeinsamen Erklärung mit Frankreich sprach sich das Vereinigte Königreich 2025 dafür aus, den Druck auf die bewaffneten, kriminellen Banden in Haiti aufrecht zu halten. Dazu sei es unabdingbar, das von den Vereinten Nationen beschlossene Sanktionsregime, das vor allem die Lieferung von Waffen und Munition verhindern soll, beizubehalten und in aller Schärfe durchzusetzen.

## Diplomatische Beziehungen

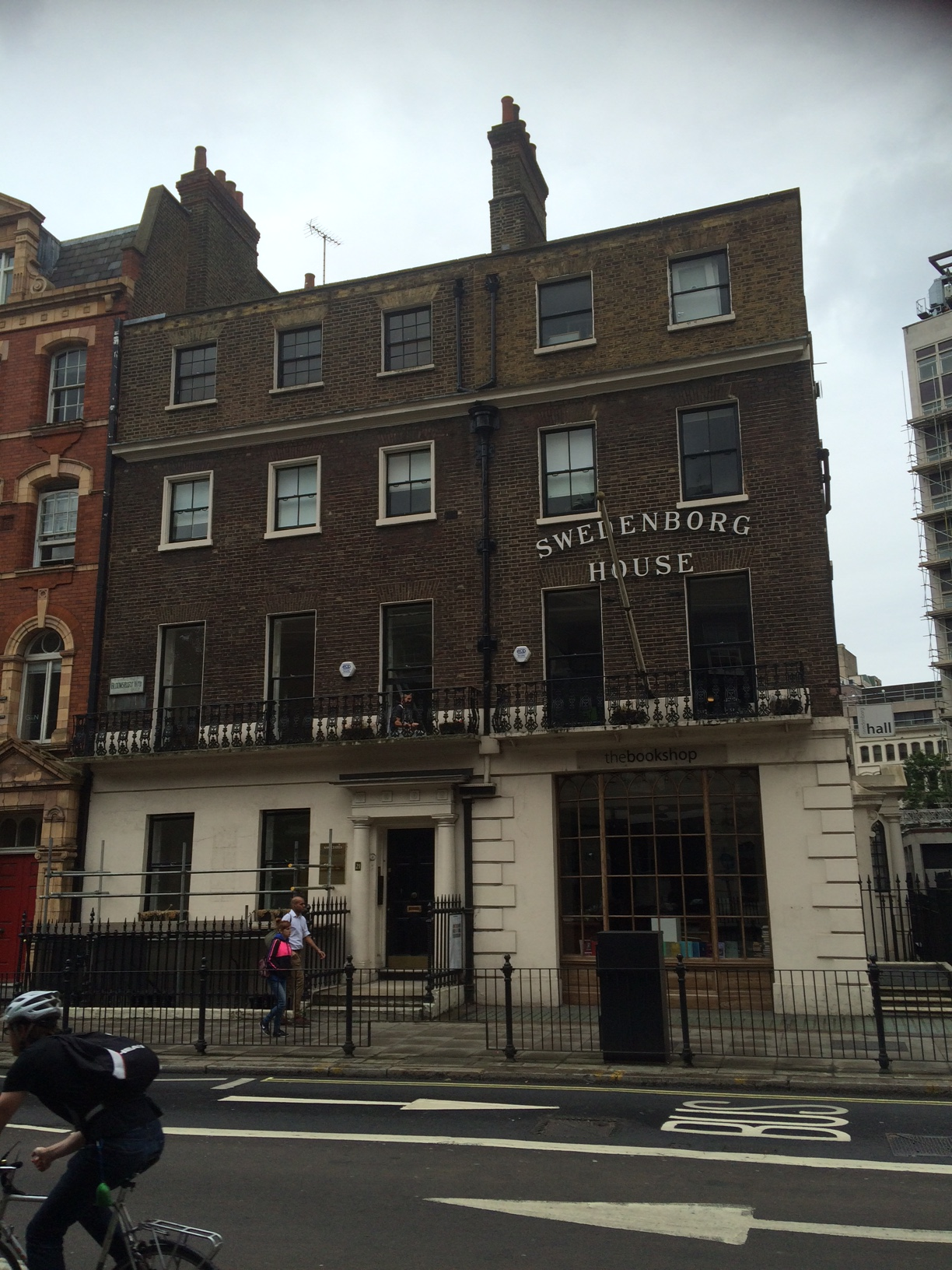
Botschaft von Haiti in London.

Haiti und das Vereinigte Königreich nahmen am 13. Mai 1859 offiziell diplomatische Beziehungen auf. Das Vereinigte Königreich war damit der zweite Staat nach Frankreich, das Haiti als unabhängiges, souveränes Land anerkannte.
Thomas Neville Ussher, der bereits ab 1842 als britischer Konsul in Haiti fungierte und die Aufnahme der offiziellen Beziehungen vorbereitete, wurde zum ersten britischen Geschäftsträger in Haiti ernannt.
In der ersten Hälfte des 20. Jahrhunderts unterhielt das Vereinigte Königreich keine Botschaft in Haiti. Zunächst waren die Gesandten in Kuba für Haiti (ebenso wie für die Dominikanische Republik) mit zuständig. Ab 1935 wurden die Beziehungen durch einen in Port-au-Prince ansässigen Konsul wahrgenommen. Ab 1955 wurde die britische Vertretung in Haiti wieder durch einen Diplomaten im Rang eines Botschafters besetzt. Von 1966 bis 1999 war der Hochkommissar des Vereinigten Königreichs in Jamaika in Haiti nebenakkreditiert.
Die Botschaft des Vereinigten Königreichs in Port-au-Prince wurde nach längerer Nebenakkreditierung des Botschafters in der Dominkanischen Republik im Jahr 2013 in den Räumlichkeiten der Botschaft Kanadas in der Route de Delmas wiedereröffnet. Sie ist lediglich mit einem entsanden Geschäftsträger besetzt und nimmt ein begrenztes Aufgabenspektrum wahr.
Haiti unterhält eine Botschaft in London (21 Bloomsbury Way) und ein Generalkonsulat in Providenciales, Turks- und Caicosinseln.

## Britische Überseegebiete in der Karibik
Die britischen Überseegebiete sind Territorien, die nicht Teil des Vereinigten Königreichs sind, aber unter dessen Souveränität stehen.
In der Karibik sind folgende Gebiete gelegen:
- Anguilla

- Britische Jungferninseln
- Cayman Islands
- Montserrat
- Turks- und Caicosinseln

Im Nordatlantik liegt
- Bermuda

Montserrat ist Vollmitglied der Karibischen Gemeinschaft (CARICOM), während die anderen fünf Territorien assoziierte Mitglieder dieser Organisation sind.
Neben dem Einfluss der Karibischen Gemeinschaft auf die Entwicklung in Haiti, die sich insbesondere während der Krise in Haiti seit 2018 manifestierte, spielen illegale haitianische Migranten in den Überseegebieten eine das bilaterale Verhältnis belastende Rolle. Letztere spielen vor allem auf den Turks- und Caicosinseln, die nur rund 300 Kilometer von Haiti entfernt sind, eine Rolle.

## Internationale Organisationen
Beide Länder waren Mitglieder im Völkerbund, sind Gründungsmitglieder der Vereinten Nationen und gehören ihren Sonderorganisationen an.
Haiti ist Mitglied der Organisation Amerikanischer Staaten (OAS), bei der das Vereinigte Königreich den Status eines ständigen Beobachters innehat.
In der Karibischen Gemeinschaft (CARICOM), in der Haiti Vollmitglied ist, ist ein britisches Überseegebiet (Montserrat) ebenfalls Vollmitlgied, die fünf weiteren sind assoziierte Mitglieder. Das Vereinigte Königreich selbst hat den Status eine Drittstaats inne. Die britische Hochkommissarin in Guyana ist bei der CARICOM nebenakkreditiert.

## Handel
In London besteht die 2015 gegründete Handelskammer Haitian Chamber of Commerce in Great Britain.
Der Austausch von Waren und Dienstleistungen bewegte sich nach einem deutlichen Einbruch im Jahr 2022 wertmäßig im einstelligen Millionenbereich (britische Pfund), wobei Großbritannien einen Handelüberschuss im Verhältnis 2:1 verzeichnete.